# امامزاده سید جمال
امامزاده سید جمال یا مسجد امامزاده (حاجت) در محله سنجران در نزدیکی مسجد جامع این شهر قرار دارد.
آرامگاه امامزاده سید جمال در یک بخش قدیمی شهر تبریز، خیابان شهید مطهری، کوچه شهید دلیراکبری واقع شده و  و با نام‌هایی همچون: «امامزاده موسی»، «کهنه امامزاده» و «امامزاده راسته کوچه» نیز شناخته می‌شود.
این امامزاده در غرب شهر به فاصله سه هزار قدم از مزار سیّد حمزه، و در محله ویجویه واقع شده‌است.
این اثر در تاریخ ۵ تیر ۱۳۸۴ با شمارهٔ ثبت ۱۱۹۸۶ به‌عنوان یکی از آثار ملی ایران به ثبت رسیده است.

## ساختمان
در ورودی مسجد از سمت شمال است و به کفشکن مسجد باز می‌شود و در روبروی آن در ورودی خود مسجد است. مرقد امامزاده درست در زیر گنبد بالنسبه بزرگی واقع شده که پاطاق مقرنسی دارد. روی آن صندوق چوبی زیبایی نهاده‌اند. صندوق کهنه؛ ولی سالم است. در قدیم مسجد نیزدر ضلع شمالی است.
بر بالای ورودی کفش کن عبارت زیر بر روی تابلویی نقش بسته‌است: «السلام علیک یا بن رسول‌الله، حرم مطهر امامزاده حضرت موسی بن جعفرالجمال»
در صحن مسجد دو قبر با سنگ از مرمر نیز وجود دارد که متعلق به آخوند ملااحمد مدرس و شیخ عبدالغفار است.
بنای کنونی امامزاده سید جمال از سنگ، آجر، آهن و چوب ساخته شده و مساحتی در حدود ۸۳۵ متر مربع را در بر می‌گیرد. نمای بیرونی بقعه از آجر و آزاره‌ای از سنگ مرمر می‌باشد. دو گلدسته نیز در ضلع جنوبی است.

## مرقد
اینجا مرقد امامزاده موسی معروف به سید جمال از نوادگان امام موسی بن جعفر  هفتمین امام شیعیان است.
صحن مسجد را دیوارهایی سنگی و در قسمتی نیز نرده‌های آهنی از کوچه‌های همجوار جدا می‌کند. صحن دارای دو در ورودی آهنی در ضلع شرقی و جنوبی می‌باشد. کف صحن آسفالت شده و یک قوچ سنگی در وسط آن قرار دارد.
ضریح آلومینیومی به ابعاد ۱/۹۰×۱/۲۵ متر در زیر گنبد قرار گرفته و روی ضریح با پارچه‌ای سبزرنگ پوشانده شده‌است. بر روی قبر دو شمعدانی قرار دارند. مسجد چهار پنجره در غرب و شش پنجره در شمال شرقی دارد. دو در چوبی در دو طرف محراب هستند که به گنبدخانه باز می‌شوند.

## تاریخچه
امامزاده موسی در سال ۴۳۲ ه‍.ق در اثر ظلم و ستم خلیفه عباسی به آذربایجان و تبریز گریخت. اما پس از تصرف این شهر اسیر شد. او مدت هفت سال را درحالی که طوقی به گردنش انداخته بودند در زندان سپری کرد. به این جهت لقب صاحب طوق گرفت.

## نگارخانه

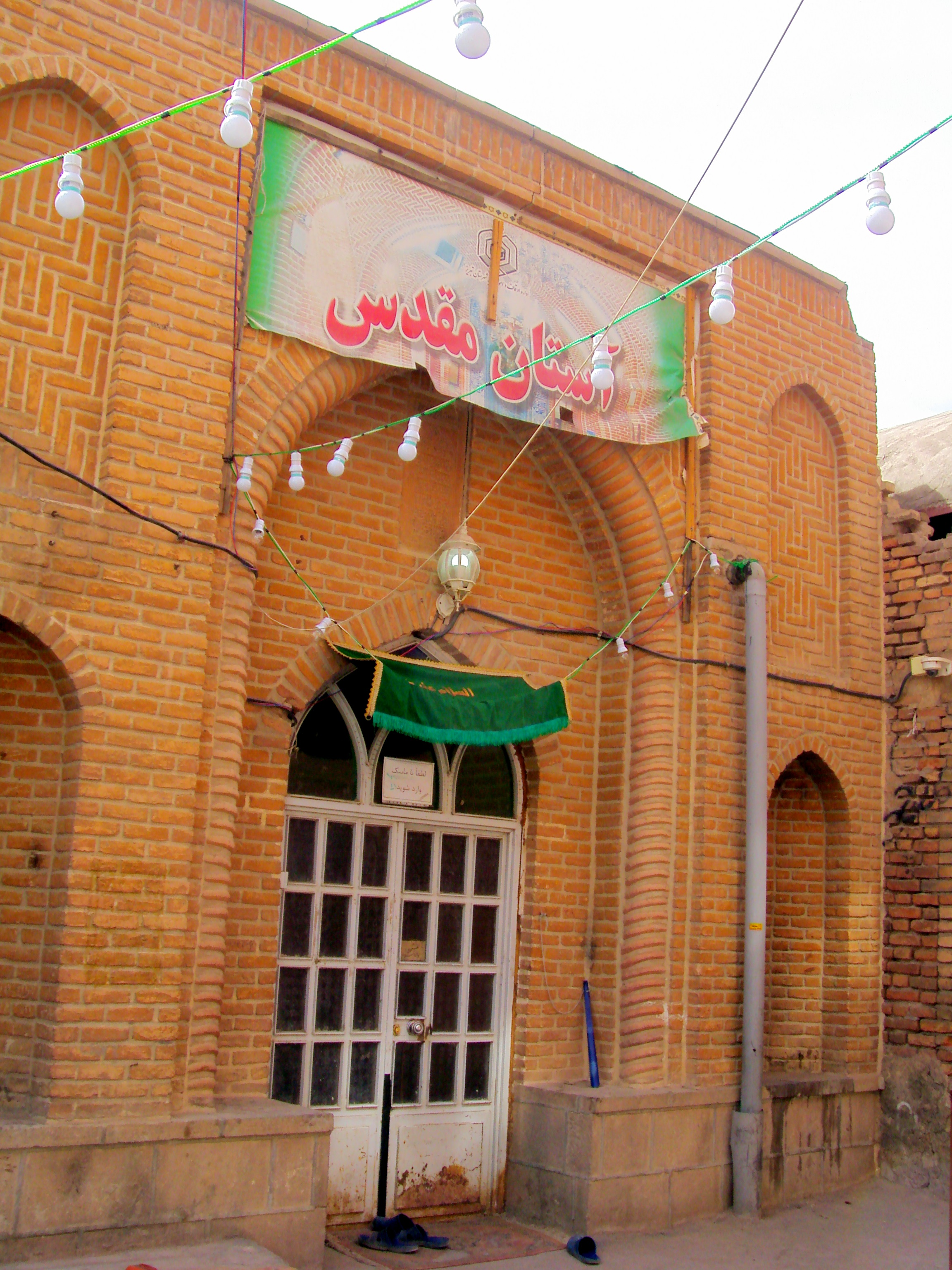
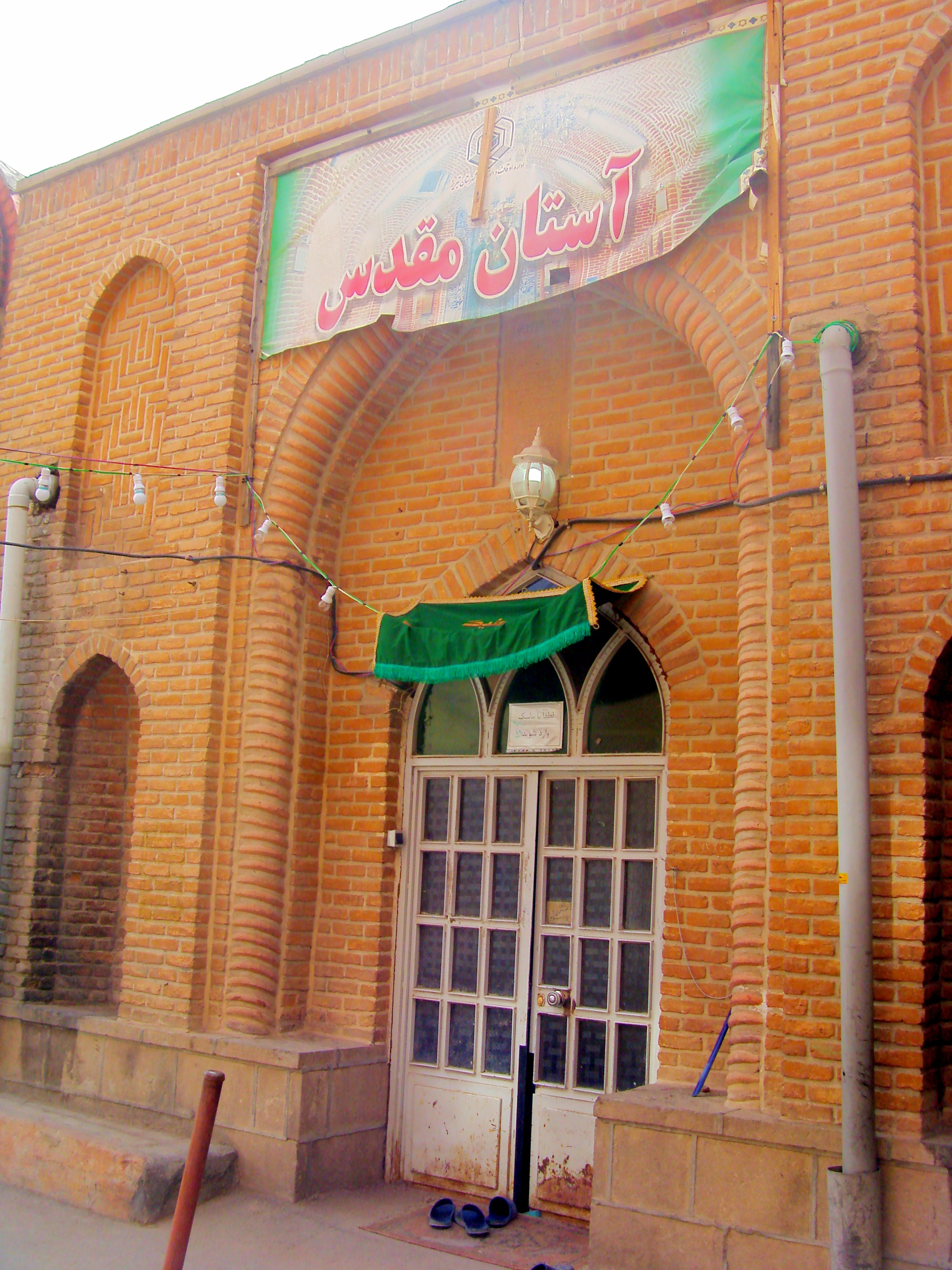
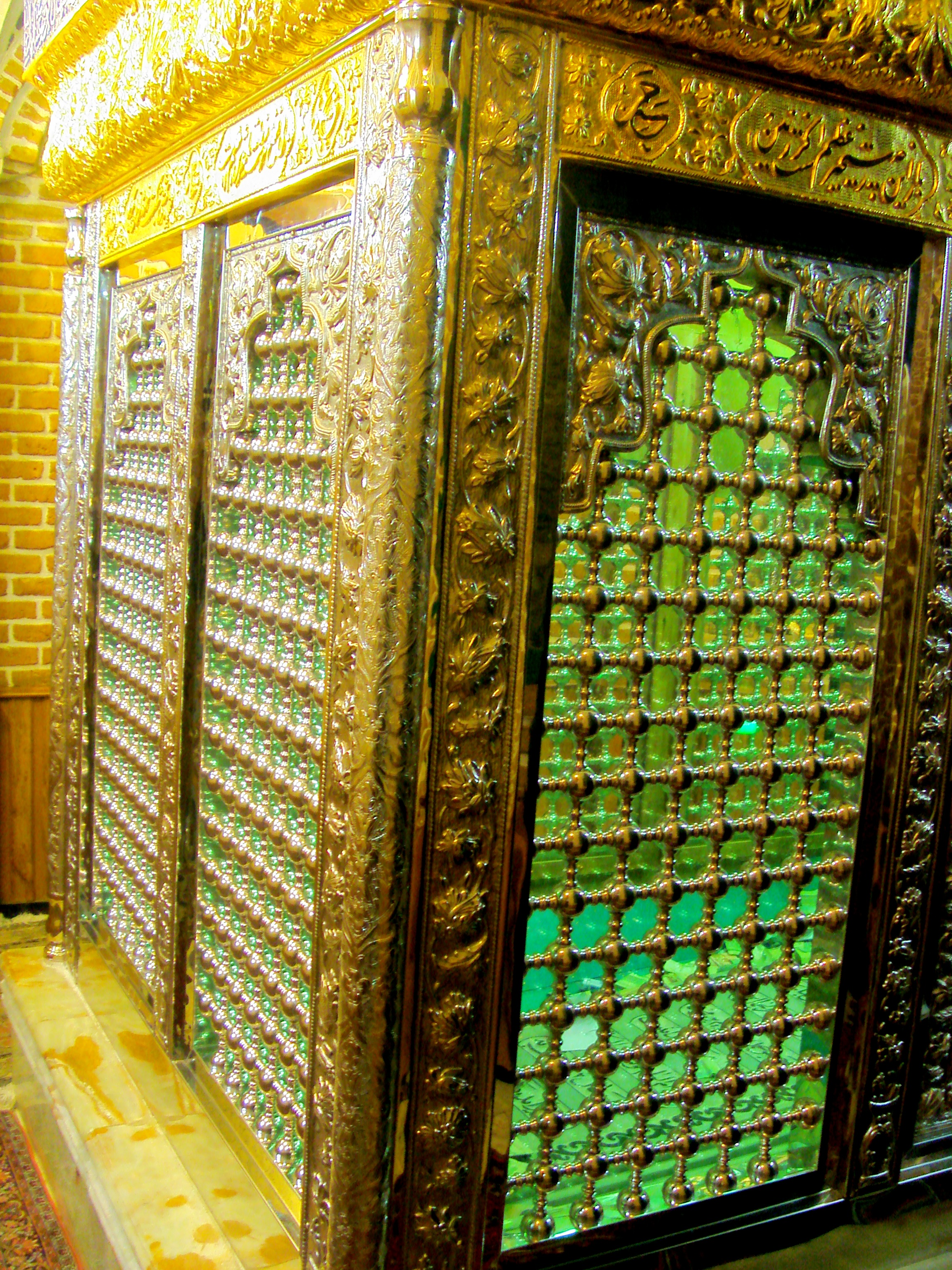
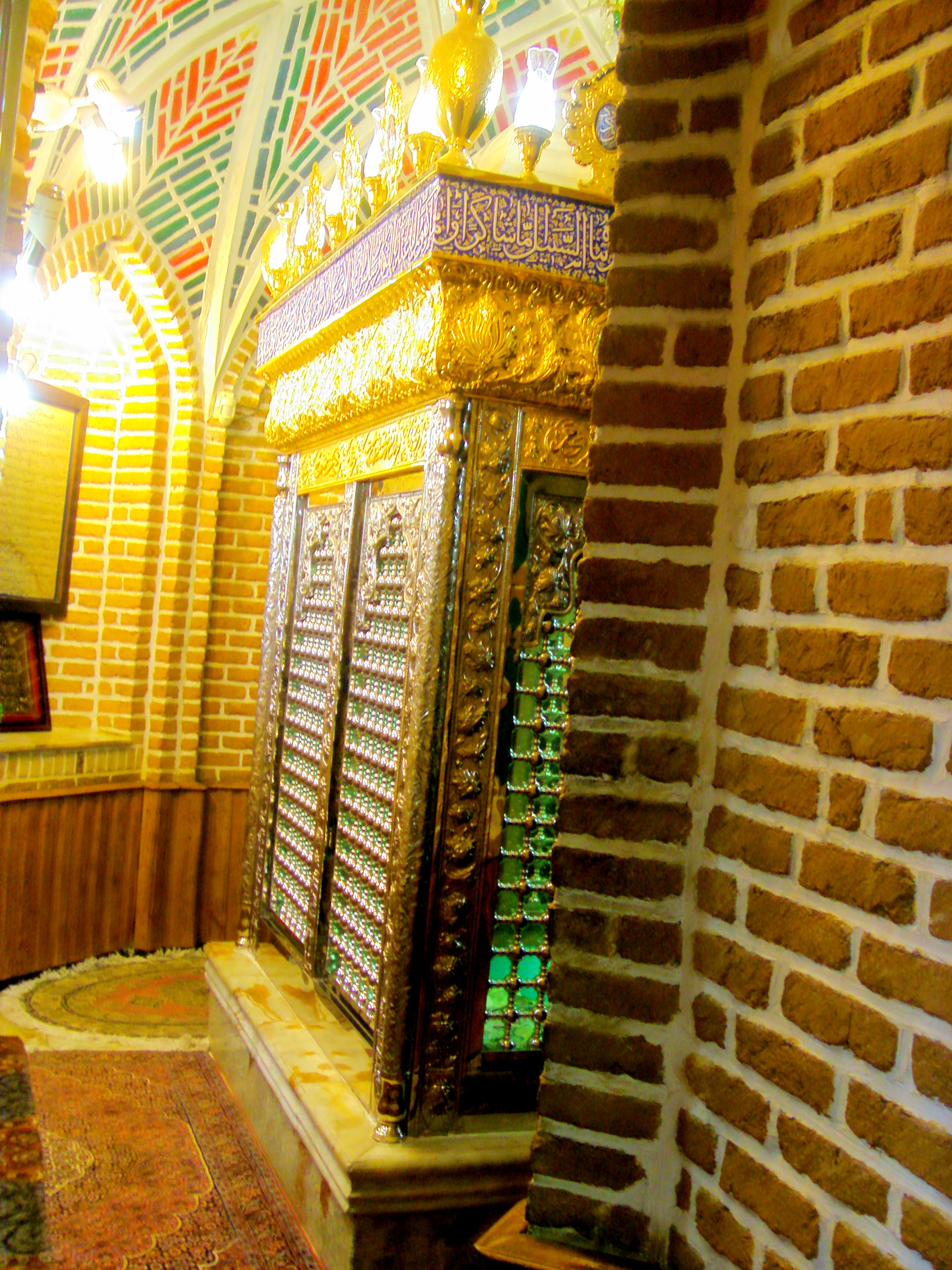